# Cécile Sabourdy
Cécile Sabourdy, née le 6 mars 1893 à Janailhac (Haute-Vienne) et décédée le 26 avril 1970 à Saint-Priest-Ligoure, est une artiste peintre appartenant à l'école des naïfs (art naïf). Ses peintures ont toutes pour sujet les paysages et le quotidien de la ruralité du Limousin, région qu'elle n'a jamais quittée. Selon un inventaire réalisé en 1981, Cécile Sabourdy a peint 107 tableaux bien identifiés, dont 90% ont été photographiés. D'autres sources évoquent jusqu'à 150 tableaux.

## Biographie
Cécile Sabourdy est la fille de Barthélémy Sabourdy (issu d’une famille de meuniers de Flavignac), instituteur à Janailhac et de Marie Alexandrine Bertini (fille d’un émigré Italien originaire de Lucques) qui tient une mercerie à Saint-Priest-Ligoure. Elle est élevée dans un environnement laissant une grande place à l'activité artistique. Très tôt, son père lui apprend le dessin et la peinture, et sa mère l'initie au piano. Alors qu'elle a grandi au cœur de la ruralité limousine, elle a été élevée comme une "demoiselle", ses parents la protégeant d'un environnement jugé trop rustique. Cécile Sabourdy développe ainsi une haute estime de soi et décide de consacrer sa vie à son art.
Elle choisit les thèmes de ses peintures en se déplaçant en bus, par la ligne partant tous les matins du bourg de Saint-Priest-Ligoure, ou en s'inspirant d'images et de cartes postales. Ses œuvres offrent ainsi une mise en scène de la ruralité limousine : paysages, scènes de la vie agricole, quotidiens des villageois... On retrouve dans ses œuvres les points de vue typiques de la région : Rochechouart, Pompadour, Chalucet, Janailhac...
Henri de La Celle, collectionneur d'art et éleveur à Saint-Priest-Ligoure, a joué un rôle important dans la reconnaissance de l'œuvre de l'artiste. Séduit par le personnage et les peintures de Cécile Sabourdy, il devient son mécène et fait découvrir ses œuvres à son entourage artistique, qu'il réunit souvent dans sa propriété de Château-Elyas. Les rencontres avec les plus grands artistes de l'époque, Alexander Calder, François-Xavier Lalanne, Niki de Saint Phalle ou Brassaï, ont permis la reconnaissance de Cécile Sabourdy par ses contemporains comme une artiste à part entière.
Le Musée et Jardins Cécile Sabourdy à Vicq-sur-Breuilh, commune voisine, lui est consacré : https://museejardinscecilesabourdy.wordpress.com/